# گمینا کنته
گمینا کنته (به لهستانی:  Gmina Kęty) یک گمینا در لهستان است که در شهرستان اوشوینچیم واقع شده‌است. گمینا کنته ۷۵٫۷۹ کیلومتر مربع مساحت و ۳۳٬۵۹۸ نفر جمعیت دارد.